# 紐敦 (加利福尼亞州內華達縣)
紐敦（英語：Newtown）是位於美國加利福尼亞州內華達縣的一個非建制地區。該地的面積和人口皆未知。

## 地理
紐敦的座標為39°15′10″N 121°06′12″W / 39.25278°N 121.10333°W，而該地的平均海拔高度為644米（即2113英尺）。